# Светско првенство у атлетици на отвореном 2013 — 10.000 метара за жене
Трка на 10.000 метара у женској конкуренцији на Светском првенству у атлетици 2013. у Москви одржана је другог дана првенства 11. августа на стадиону Лужники.
Титулу светске првакиње из Тегуа 2011. није бранила Кенијка Вивијан Черијот. Победница Етиопљанка Тирунеш Дибаба после шест година је вратила титулу освојену на Светско првенству у Осаки 2007.

## Земље учеснице
Укоствовало је 19 атлетичарки из 13 земаља.
1. Аустралија 1
2. Бахреин 1
3. Етиопија 3
4. Француска 1
5. Немачка 1
6. Јапан 1
7. Кенија 3
8. Мексико 1
9. Пољска  1
10. Португалија  1
11. Русија  1
12. Уганда 1
13. САД  3

## Победнице
|                           |                        |                            |
| Тирунеш Дибаба · Етиопија | Гледис Чероно · Кенија | Белајнеш Олџира · Етиопија |

## Рекорди пре почетка Светског првенства 2013.
Стање 9. август 2013. 
| Светски рекорд             | Ђунсја Ванг · Кина          | 29:31,78 | Пекинг, Кина       | 8. септембар 1993. |
| Рекорд светских првенстава | Берхане Адере · Етиопија    | 30:04,18 | Париз, Француска   | 23. август 2003.   |
| Најбољи резултат сезоне    | Месерет Дефер · Кенија      | 30:08,06 | Солентуна, Шведска | 27. јун 2013.      |
| Афрички рекорд             | Меселех Мелкаму · Етиопија  | 29:53,80 | Утрехт, Холандија  | 14. јун 2009.      |
| Азијски рекорд             | Ђунсја Ванг · Кина          | 29:31,78 | Пекинг, Кина       | 8. септембар 1993. |
| Североамерички рекорд      | Шалејн Фланаган · САД       | 30:22,22 | Пекинг, Кина       | 15. август 2008.   |
| Јужноамерички рекорд       | Симоне да Силва · Бразил    | 31:16,56 | Сао Паоло, Бразил  | 3. август 2011.    |
| Европски рекорд            | Елван Абејлегесе · Турска   | 29:56,34 | Пекинг, Кина       | 15. август 2008    |
| Океанијски рекорд          | Кимберли Смит · Нови Зеланд | 30:35,54 | Пало Алто, САД     | 4. мај 2008.       |

### Најбољи резултати у 2013. години
Десет најбољих атлетичарки године у трци на 10.000 метара пре првенства (20 јула 2013), имале су следећи пласман.
| 1.  | Месерет Дефар   | Етиопија | 30:08,06 | 27. јун  |
| 2.  | Тирунеш Дибаба  | Етиопија | 30:26,67 | 27. јун  |
| 3.  | Гледис Чероно   | Кенија   | 30:29,23 | 27. јун  |
| 4.  | Белајнеш Олџира | Етиопија | 30:31,44 | 27. јун  |
| 5   | Бирхане Абабел  | Етиопија | 30:35,91 | 27. јун  |
| 6   | Суле Утура      | Етиопија | 30:55,50 | 27. јун  |
| 7   | Линет Масаји    | Кенија   | 31:02,89 | 27. јун  |
| 8   | Шалејн Фланаган | САД      | 31:04,85 | 29. март |
| 9   | Хитоми Нија     | Јапан    | 31:06,67 | 7. јун   |
| 10. | Афера Годфај    | Етиопија | 31:08,23 | 27. јун  |

Такмичарке чија су имена подебљана учествовале су на СП 2013.

## Квалификационе норме
| A норма  | Б норма  |
| -------- | -------- |
| 31:45,00 | 32:05,00 |

## Сатница
| Датум            | Време | Коло   |
| ---------------- | ----- | ------ |
| 11. август 2013. | 21:05 | Финале |

Времена су дата према локалном времену UTC+4.

## Резултати

### Финале
Финале је почело у 21:05 по локалном времену.
| Пласман | Такмичарка          | Држава      | Време    | Белешке |
| ------- | ------------------- | ----------- | -------- | ------- |
|         | Тирунеш Дибаба      | Етиопија    | 30:43,35 |         |
|         | Гледис Чероно       | Кенија      | 30:45,17 |         |
|         | Белајнеш Олџира     | Етиопија    | 30:46,98 |         |
| 4       | Емили Чебет         | Кенија      | 30:47,02 | ЛР      |
| 5       | Хитоми Нија         | Јапан       | 30:56,70 | ЛР      |
| 6       | Шитај Ешете         | Бахреин     | 31:13,79 | ЛРС     |
| 7       | Сали Чепјего Каптич | Кенија      | 31:22,11 | ЛР      |
| 8       | Шалејн Фланаган     | САД         | 31:34,83 |         |
| 9       | Абабел Јешане       | Етиопија    | 32:02,09 |         |
| 10      | Кристел Доне        | Француска   | 32:04,44 | ЛРС     |
| 11      | Марисол Ромеро      | Мексико     | 32:16,36 |         |
| 12      | Џордан Хасеј        | САД         | 32:17,93 |         |
| 13      | Ана Дулсе Феликс    | Португалија | 32:36,73 |         |
| 14      | Ејми Хејстингс      | САД         | 32:51,19 |         |
| 15      | Каролина Јажињска   | Пољска      | 32:54,15 |         |
| 16      | Џулијет Чеквел      | Уганда      | 32:57,02 | НР      |
| 17      | Гулшат Фазлитдинова | Русија      | 33:31,49 |         |
|         | Сабрина Мокенхаупт  | Немачка     | НЗ       |         |
|         | Лара Тамсет         | Аустралија  | НЗ       |         |

### Пролазна времена
| Дистанца | Време    | Атлетичарка     | Држава |
| -------- | -------- | --------------- | ------ |
| 1.000 м  | 3:07,57  | Шалејн Фланаган | САД    |
| 2.000 м  | 6:13,92  | Шалејн Фланаган | САД    |
| 3.000 м  | 9:20,85  | Шалејн Фланаган | САД    |
| 4.000 м  | 12:26,25 | Хитоми Нија     | Јапан  |
| 5.000 м  | 15:30,38 | Хитоми Нија     | Јапан  |
| 6.000 м  | 18:35,06 | Хитоми Нија     | Јапан  |
| 7.000 м  | 21:42,62 | Хитоми Нија     | Јапан  |
| 8.000 м  | 24:48,66 | Хитоми Нија     | Јапан  |
| 9.000 м  | 27:54,12 | Хитоми Нија     | Јапан  |